# Eremochloa ciliaris
Eremochloa ciliaris är en gräsart som först beskrevs av Carl von Linné, och fick sitt nu gällande namn av Elmer Drew Merrill. Eremochloa ciliaris ingår i släktet Eremochloa och familjen gräs. Inga underarter finns listade i Catalogue of Life.